# 格勒烏察什鄉
46°55′N 25°26′E / 46.917°N 25.433°E
格勒烏察什鄉（羅馬尼亞語：Comuna Gălăuțaș, Harghita），是羅馬尼亞的鄉份，位於該國中部，由哈爾吉塔縣負責管轄，面積29平方公里，海拔高度699米，2007年人口2,729，人口密度每平方公里93人。